# ألفرد برونر
ألفرد برونر (بالألمانية: Alfred Brunner) (و. 1890 – 1972 م) هو جراح، وأستاذ جامعي، من سويسرا، كان عضوًا في الأكاديمية الألمانية للعلوم ليوبولدينا، توفي في زيورخ، عن عمر يناهز 82 عاماً.

## مناصب وهيئات
أدار جامعة زيورخ.